# Tjuktjerhavet

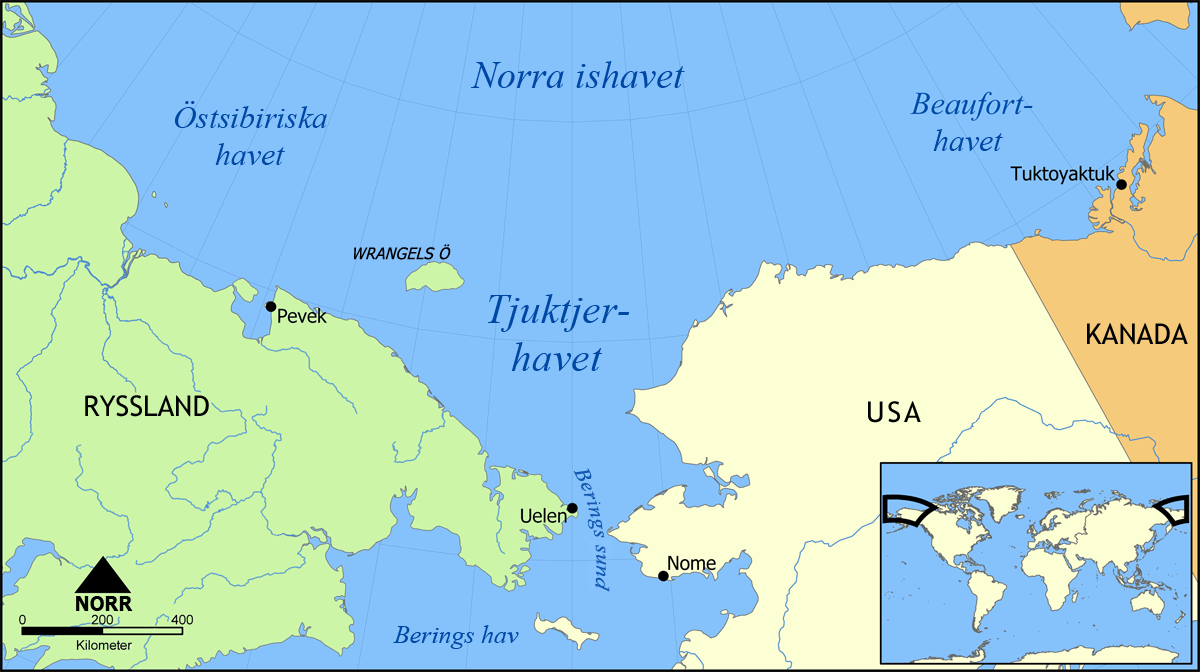
Karta över Tjuktjerhavet.

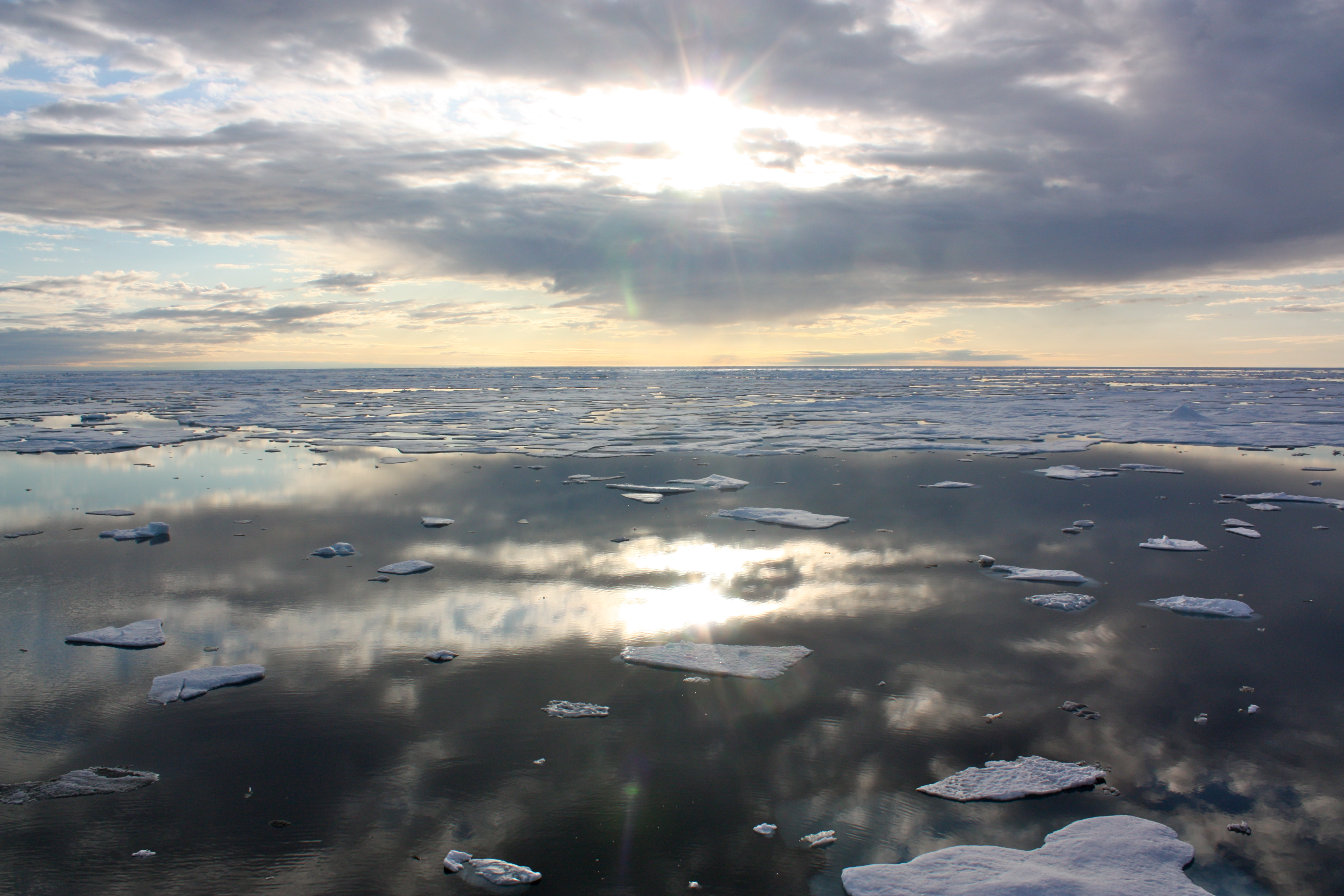
Havsis på Tjuktjerhavet.

Tjuktjerhavet (ryska: Чуко́тское мо́ре, engelska: Chukchi Sea) är ett randhav i Norra ishavet, beläget norr om Berings sund mellan Sibirien och Alaska. I väster avgränsas det av Wrangels ö och gränsar där mot Östsibiriska havet. I öster avgränsas det av Point Barrow i Alaska, och gränsar där mot Beauforthavet. Det avgränsas av Tjuktjerhalvön i sydväst och av Sewardhalvön i sydöst och övergår i söder i Berings sund (som förbinder det med Stilla havet), där gränsen räknas till polcirkeln.
Tjuktjerhavet är ett grunt sockelhav. Över 56 procent av ytan på ungefär 595 000 km² är grundare än 50 meter; det största djupet är knappt 200 meter. Tjuktjerhavet hyser stora populationer valrossar, sälar och valar. Det är isbelagt större delen av året, men åtminstone de östliga delarna är farbara under några sommarmånader eftersom varmt ytvatten från Stilla havet passerar genom Berings sund. Detta gör att både arktiskt och pacifiskt marint djur- och växtliv förekommer i havet. De största hamnarna är Uelen på Tjuktjerhalvöns östligaste punkt och Utqiaġvik vid Alaskas nordligaste punkt.
Havet har fått sitt namn efter tjuktjerna, som bor i Tjuktjien på den sibiriska sidan.